# 哈丁鎮區 (愛荷華州格林縣)
哈丁鎮區（英語：Hardin Township）是位於美國愛荷華州格林縣的一個行政鎮區。

## 地方資料
根據2010年美國人口普查的數據，哈丁鎮區的面積為93.68平方千米，當中陸地面積為93.31平方千米，而水域面積為0.37平方千米。當地共有人口169人，而人口密度為每平方千米1.8人。